# Манфред фон Арденне
Барон Манфред фон Арденне (нім. Manfred von Ardenne нім. вимова: [ˈmanfʁeːt fɔn aʁˈdɛn]; 20 січня 1907, Гамбург — 26 травня 1997 року, Дрезден) — німецький фізик, дослідник та винахідник, професор, лауреат Сталінської премії (1947, 1953) і Національної премії НДР (1958, 1965). Учасник Німецької ядерної програми у 1939—1945 роках і в СРСР після 1945 року. Почесний громадянин Дрездена.

## Життєпис

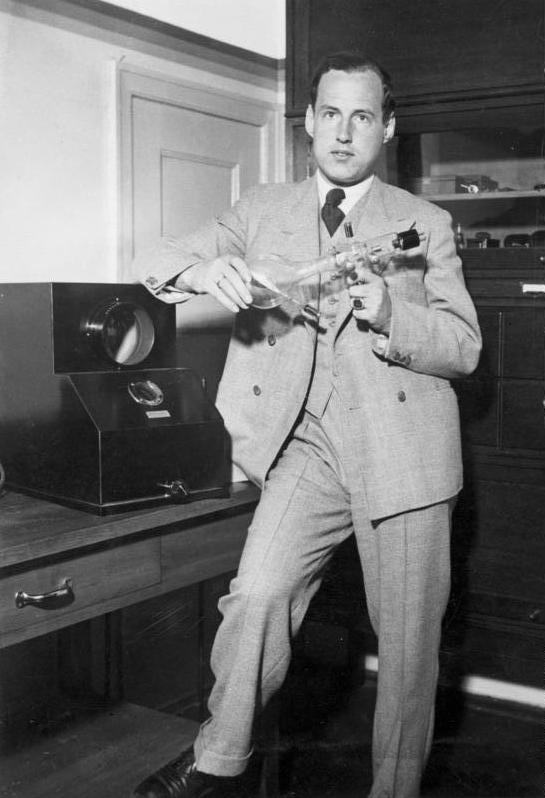
Манфред фон Арденне у 1933 році

На Берлінському радіошоу в серпні 1931 Арденне вперше у світі публічно продемонстрував телевізійну систему, яка використовує електронно-променеву трубку як для передачі, так і для прийому. (Арденне так і не розробив електронно-променеву трубку, використовуючи натомість ЕПТ як пристрій сканування з променем, що біжить для сканування слайдів та плівки) Арденне здійснив свою першу трансляцію телевізійного зображення 24 грудня 1933, після чого в 1934 відбулися пробні запуски для громадського телебачення. Перша у світі телевізійна служба з електронним скануванням розпочалася в Берліні в 1935, Fernsehsender Paul Nipkow, кульмінацією якої стала пряма трансляція літніх Олімпійських ігор 1936 з Берліна до громадських місць по всій Німеччині.
Під час Другої світової війни Манфред фон Арденне очолював приватну дослідницьку лабораторію в Ліхтерфельде (працюючи в ній, Фрідріх Гаутерманс довів, що ізотопи трансуранових елементів, такі як нептуній і плутоній, можуть бути використані як ядерне паливо замість урану).
У 1945 році Манфреду фон Арденне, а також ряду інших великих вчених, конструкторів та інженерів Третього рейху, які мають хоча б якесь відношення до ядерних матеріалів, було запропоновано виїхати на роботу в Радянський Союз.
Радянському Союзу дістався весь науковий складу лабораторії Фон Арденне, вся апаратура і працююча уранова центрифуга інституту, з усією документацією та реактивами, запаси плівки і папір для самописців, фоторегістратора, дротяні магнітофони для телеметрії та оптика, електротрансформаторам і багато чого іншого, а також обладнання берлінського кайзерівських інституту та 15 тонн металевого урану.
З доповіді Л. П. Берії і Г. М. Маленкова І. В. Сталіну про результати роботи комісії НКВС на території Німеччини 14 травня 1945:
… цілком зберігся приватний інститут вченого зі світовим ім'ям барона фон Арденне … Фон Арденне передав мені заяву на ім'я Раднаркому СРСР про те, що він хоче працювати тільки з російськими фізиками і надає інститут і самого себе в розпорядження радянського уряду. Враховуючи виняткову важливість для Радянського Союзу всього вищепереліченого обладнання і матеріалів, просимо Вашого дозволу про демонтаж і вивіз устаткування в СРСР …
На базі санаторію «Синоп» під Сухумі, у жовтні 1945 року, НКВС організовує для фон Арденне Інститут «А» для дослідження проблем збагачення і розділення ізотопів урану для радянського атомного проєкту. Інститут був оснащений німецьким обладнанням та приладами, вивезеними з Німеччини (в основному з Кайзерівського інституту в Берліні та власного інституту Арденне в Берліні-Ліхтерфельде-Ост). В інституті ним було створене нове потужне джерело іонів для мас-спектрометра, для аналізу сумішей ізотопів урану. Тут же в групі Макса Штеенбек була створена газова центрифуга для розділення ізотопів урану. На базі об'єктів, керованих Манфредом фон Арденне і Густавом Герцем, пізніше був створений Сухумський фізико-технічний інститут (SIPT).
У 1955 році Манфреду фон Арденне дозволили повернутися до Німеччини (НДР). З цього року він очолював науково-дослідний інститут в Дрездені та працював у Дрезденському технічному університеті. Йому були повернені і доставлені назад в Німеччину всі прилади, конфісковані у 1945 році. За гроші, які він заробив у СРСР, зумів відкрити й обладнати перший в соціалістичному світі приватний науковий інститут.

## Сім'я
Одружився із Бетіною Берґенґрюн у 1938 році. Бетіна була племінницею німецького письменника Вернера Берґенґрюна. У подружжя було троє синів та дочка.

## Вибрані праці

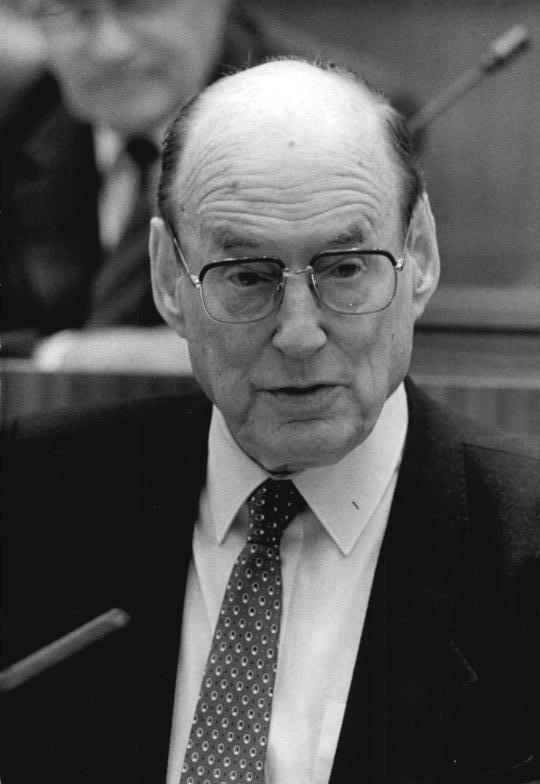
Манфред фон Арденне у 1986

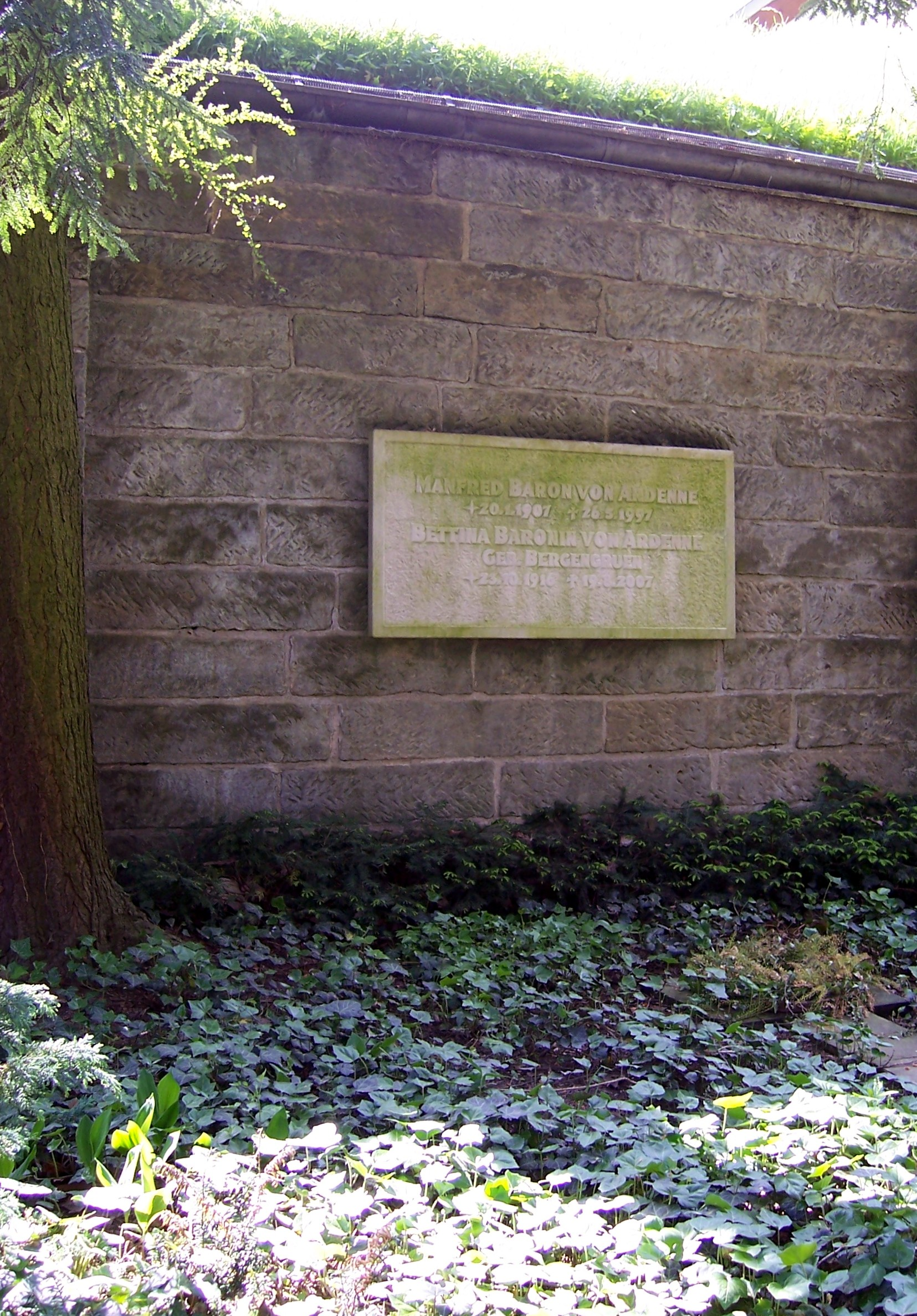
Могила Манфреду фон Арденне на Лісовому цвинтарі Вайсер-Гірш

- 1930: Die physikalischen Grundlagen der Rundfunk-Anlagen.
- 1933: Die Kathodenstrahlröhre und ihre Anwendung in der Schwachstromtechnik.
- 1940: Elektronen-Übermikroskopie. Physik, Technik, Ergebnisse. J. Springer, Berlin.
- 1956: Tabellen zur Elektronenphysik, Ionenphysik und Übermikroskopie.
- 1956: Tabellen zur angewandten Kernphysik.
- 1962: Tabellen zur angewandten Physik (1962—1973)
- 1997: Systemische Krebs-Mehrschritt-Therapie. Hyperthermie und Hyperglykämie als Therapiebasis. Grundlagen, Konzeption, Technik, Klinik (bearbeitet von P. G. Reitnauer)
- 1999: Wo hilft Sauerstoff-Mehrschritt-Therapie? (3. Auflage)